# Raión de Krasnoarméiskaya
El raión de Krasnoarméiskaya (del ruso: Красноармейский район) es uno de los treinta y siete raiones en los que se divide el krai de Krasnodar, en Rusia. Está situado en el área occidental del krai. Limita al sur con los raiones de Abinsk y Apsheronsk, al oeste con el raión de Slaviansk, al norte con el raión de Kalíninskaya y al este con el de Dinskaya y el territorio de la ciudad de Krasnodar. Tiene una superficie de 1 899 km² y 105 497 habitantes en 2010. Su centro administrativo es Poltávskaya.
El relieve de la región es llano, enclavado en las tierras bajas de Kubán-Azov, cerca del inicio del delta del Kubán, a su inmediato oeste, cuyo curso delimita el raión por el sur y a cuya orilla derecha se halla el Bosque Rojo del Kubán. El paisaje agrario fuertemente irrigado del distrito es delimitado al oeste por el distributario Protoka del Kubán y al norte por la del Ponura.

## Historia
Como resultado de la descentralización de varios raiones de la región del Kubán ha surgido el raión de Krasnoarméiskaya en diciembre de 1934. En ese momento se crearon el raión de Ivánovskaya con centro en la stanitsa Starodzherelíyevskaya (selsoviets Ivánovski, Grishkovski, Novomyshastovski y Staronizhesteblíyevski), el raión de Krasnoarméiskaya con centro en la stanitsa Krasnoarméiskaya (selsoviets Krasnoarmeiski, Novonikoláyevskayi, Starodzherelíyevski, Tijovski, Trudobelikovski, Grívenski y Lébedenski) y el raión de Krasnodar con centro en Krasnodar (selsoviet Marianski).
El 2 de agosto de 1953 el raión de Ivánovskaya era disuelto. Su territorio fue agregado al raión de Krasnoarméiskaya. Entre el 1 de febrero de 1963 y el 30 de diciembre de 1966 fue abolido e integrado en el raión de Slaviansk. Con ocasión del establecimiento en 1978 del raión de Kalíninskaya se le adjudicaron varias localidades del raión: Novonikoláyevskaya, Grívenskaya y Grishkovskoye y sus municipios.

## Demografía
| Año  | Población |
| ---- | --------- |
| 1959 | 64 369    |
| 1970 | 93 576    |
| 1979 | 89 271    |
| 1989 | 93 434    |
| 2002 | 103 874   |
| 2009 | 105 040   |
| 2010 | 105 497   |

## División administrativa
El raión está dividido en 10 municipios rurales, que engloban 44 localidades:
| Municipios de tipo rural                | Poblaciones* |
| --------------------------------------- | --- |
| Municipio rural Poltávskoye             | - stanitsa Poltávskaya |
| Municipio rural Ivánovskoye             | - stanitsa Ivánovskaya |
| Municipio rural Márianskoye             | - stanitsa Márianskaya |
| Municipio rural Novomyshastovskoye      | - stanitsa Novomyshastovskaya - jútor Prikubanski |
| Municipio rural Oktiábrskoye            | - posiólok Oktiabrski - posiólok Druzhni - posiólok Zariá - jútor Kolos - posiólok Krasnodarski - posiólok Krasnopolianski - posiólok Krasni Les - posiólok Mirni - jútor Moldavanski - posiólok Pervomaiski - posiólok Podlesni - posiólok Poltavski - posiólok Risoopytni - posiólok Vodni |
| Municipio rural Protichkinskoye         | - jútor Protichka - posiólok Elitni - posiólok Zavetnoye - posiólok Kazachi Yerik - posiólok Prirechie |
| Municipio rural Starodzherelíyevskoye   | - stanitsa Starodzherelíyevskaya |
| Municipio rural Staronzhestebliyevskoye | - stanitsa Staronizhestebliyevskaya - jútor Krupskói - jútor Vostochni - jútor Otrubnye - jútor Pervomaiski |
| Municipio rural Trudobelikovskoye       | - jútor Trudobelikovski - jútor Zelenski - jútor Krikuna - jútor Krizanovski - jútor Kórzhevski - jútor Kulika - jútor Surovo - jútor Teleguin - jútor Tijovski - jútor Turkovski - jútor Chigrina                                                                                           |
| Municipio rural Cheburgolskoye          | - stanitsa Cheburgolskaya - jútor Prototskiye |

*Los centros administrativos están resaltados en negrita.

## Economía y transporte
El principal sector económico de la región es el agrícola (143 000 ha destinadas al cultivo de arroz principalmente, así como trigo, cebada, girasol y hortalizas). La ganadería también ocupa un lugar importante en la economía regional, con la producción de leche, carne y huevos. Son de destacar los silos elevadores de grano Poltavski y Angelinski, la fábricas de conservas Poltavskiye konservni, Raipishchekombinat, la panificadora Jlebokombinat o la casa de negocios Dar Kubani.
Por el territorio del raión pasa la línea ferroviaria Temriuk-Krasnodar-Kropotkin.

## Personalidades
- Vladímir Abazarov (1930-2003), geólogo soviético.